# Neastacilla sheardi
Neastacilla sheardi là một loài chân đều trong họ Arcturidae. Loài này được Hale miêu tả khoa học năm 1946.